# Brian Cummings

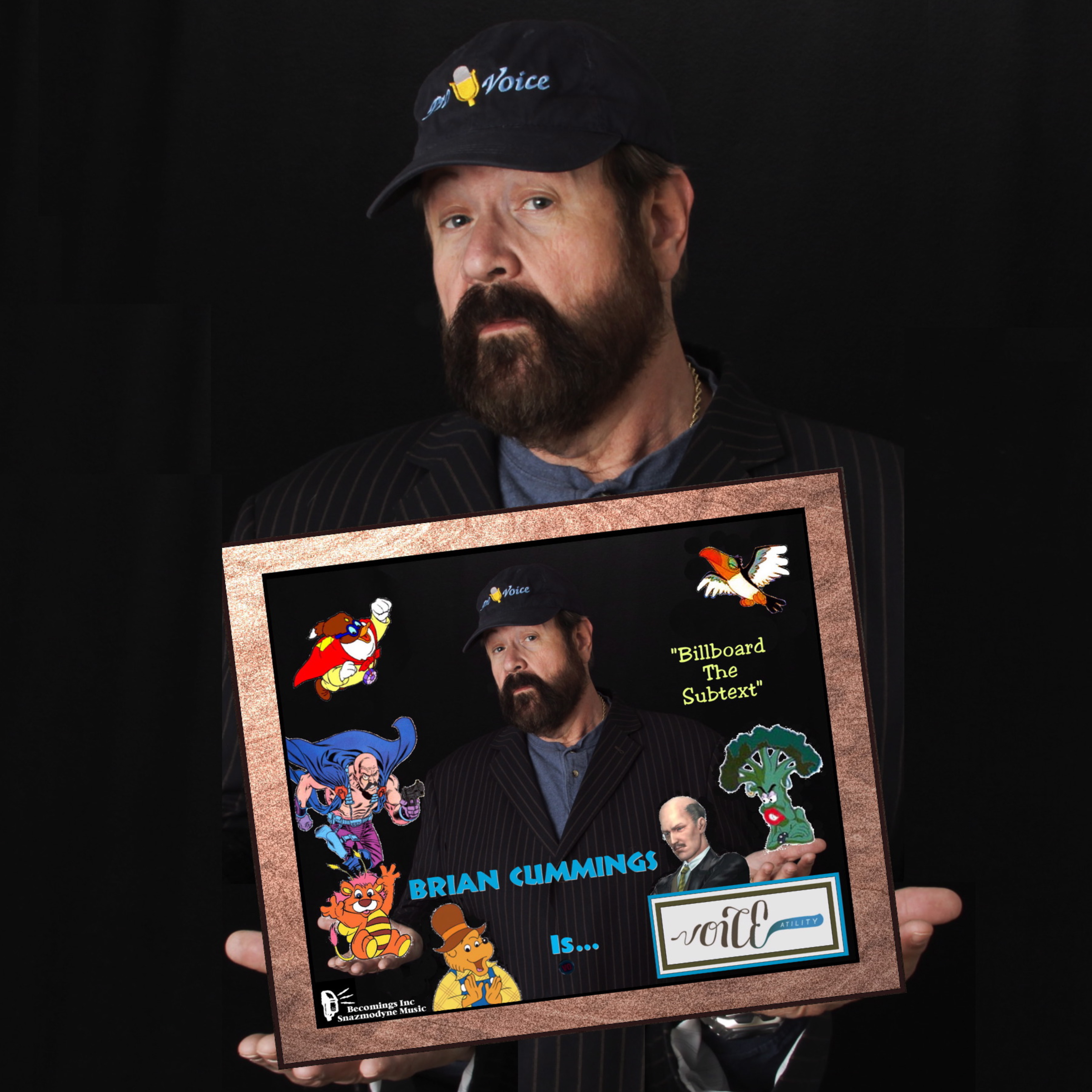

Brian Cummings (Sioux Falls, 4 de março de 1948) é um dublador estadunidense melhor conhecido por seus trabalhos em desenhos animados. Em adição às suas dublagens, ele foi o anunciante na primeira temporada de The All-New Let's Make a Deal em 1984 e anunciante de lançamentos da Walt Disney Home Video. Ele também é o anunciante de filmes da DreamWorks Animation.

## Filmografia
- The Jetsons — Vozes adicionais
- The All-New Scooby and Scrappy-Doo Show — Vozes adicionais
- TRON Solar Sailer — MCP
- Snorks — Dimmy Finster
- The Berenstain Bears — Papa Bear
- The Wuzzles — Bumblelion
- G.I. Joe — Dr. Mindbender
- DuckTales — Doofus Drake
- Jetsons: The Movie — Vozes adicionais
- Disney's Adventures of the Gummi Bears — Sir Tuxford
- Potsworth & Co. — Vozes adicionais
- Where's Waldo? — Vozes adicionais
- 2 Stupid Dogs — Mr. H
- The All-New Let's Make a Deal — Anunciante
- Walt Disney Home Video — Produtor
- Oggy and the Cockroaches — Bob
- Monsters Inc. — Sully
- The Jungle Book 2 — Vozes adicionais
- EverQuest 2 — Vários personagens
- Metal Gear Solid 3: Snake Eater/Metal Gear Solid 3: Subsistence — Sokolov
- Area 51 — Victor5
- Rise of the Kasai — Baumusu
- Metal Gear Solid: Portable Ops — Sokolov
- Fun House — Anunciante (somente no 1º episódio)
- ALF — Anunciante (somente em propagandas e final do programa)
- Most Shocking — Anunciante